# Karl Koch (botaniste)
Pour les articles homonymes, voir Karl Koch.
Karl Heinrich Emil Koch est un botaniste allemand, né en 1809 à Ettersburg près de Weimar et mort en 1879 à Berlin.

## Biographie
Ses explorations botaniques de la région du Caucase, y compris le nord-est de la Turquie, sont fameuses.  La plupart de ses collections ont aujourd'hui disparu.
Il devient professeur à l'université d'Iéna en 1836. Puis, en 1847 à l'université Humboldt de Berlin et y dirige la création du jardin botanique en 1849.  Il devient secrétaire général de la Société d'horticulture de Berlin en 1852.
Koch est le premier horticulteur professionnel d'Allemagne.[réf. nécessaire]

## Publications
- Das natürliche System des Pflanzenreichs nachgewiesen in der Flora von Jena. Erste und zweite Abtheilung. Carl Hochhausen, Jena 1839, (Digitalisat).
- avec Ernst Erhard Schmid (de): Die Fährten-Abdrücke im bunten Sandsteine bei Jena. Carl Hochhausen, Jena 1841, (Digitalisat).
- Wanderungen im Oriente, während der Jahre 1843 und 1844. I: Reise längs der Donau